# 도쓰카슈쿠

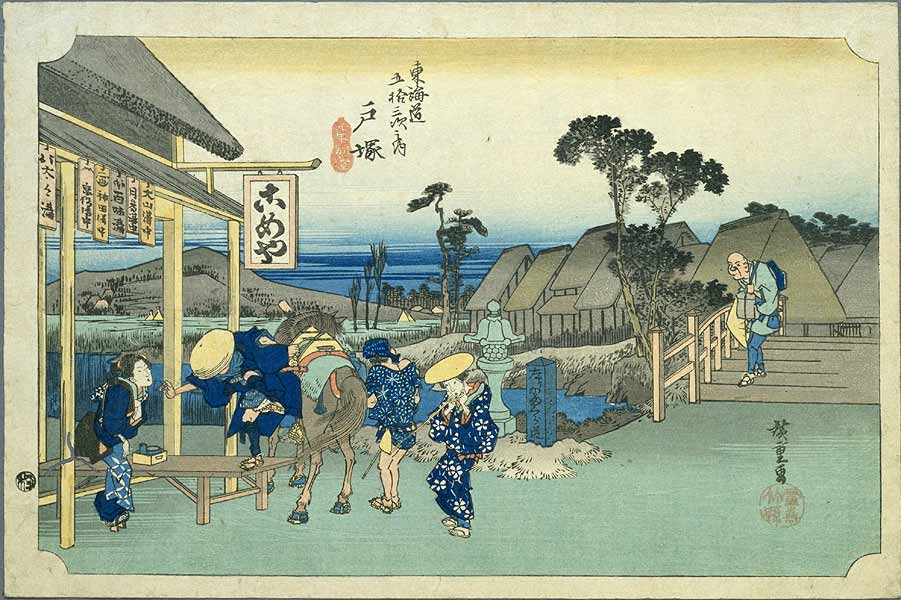
도쓰카슈쿠

도쓰카슈쿠(일본어: 戸塚宿)란 일본 도카이도 오십삼차의 5번째 슈쿠바를 말한다. 도카이도에서는 사가미국 최동단에 위치한 슈쿠바이다.

## 개요
도쓰카슈쿠는 사가미국 가마쿠라 군(지금의 가나가와현 요코하마시 도쓰카구)에 존재했다. 니혼바시에서 출발할 경우 여정이 마침 1일차에 접어들기에 하타고의 수가 오십삼차 중 오다와라슈쿠에 버금갔다. 본래 호도가야슈쿠의 다음은 후지사와슈쿠였으나 앞서 서술한 이유로 인해 도쓰카에도 슈쿠바가 번성하여 여객들을 빼앗기는 것을 우려한 후지사와슈쿠의 맹렬한 반대에도 불구하고 막부의 승인을 받았다